# Liste der Monuments historiques in Lux (Côte-d’Or)
Die Liste der Monuments historiques in Lux führt die Monuments historiques in der französischen Gemeinde Lux auf.

## Liste der Immobilien
| Bezeichnung    | Beschreibung                                                                                      | Standort                    | Kennzeichnung | Schutzstatus | Datum | Bild           |
| -------------- | ------------------------------------------------------------------------------------------------- | --------------------------- | ------------- | ------------ | ----- | -------------- |
| Wegekreuz      | Stein, zweite Hälfte des 18. Jahrhunderts                                                         | Rue de la Gare (Lage)       | PA00112515    | Inscrit      | 1945  |                |
| Château de Lux | Schloss, 16. bis 18. Jahrhundert, mit Kapelle und Resten einer Burg des 12. oder 13. Jahrhunderts | Rue de Saulx Tavanes (Lage) | PA00112516    | Inscrit      | 1946  | weitere Bilder |

## Liste der Objekte
| Bezeichnung                                 | Beschreibung | Standort                                   | Kennzeichnung | Schutzstatus | Datum | Bild |
| ------------------------------------------- | --- | ------------------------------------------ | ------------- | ------------ | ----- | ---- |
| Sakramentshaus                              | Kalkstein, 15. Jahrhundert | in der Kirche Nativité-de-la-Vierge (Lage) | PM21001386    | Classé       | 1913  |      |
| Kirchenfenster Frauen                       | Buntglas, um 1500, im 19. Jahrhundert neu montiert; angeblich aus der Sainte-Chapelle in Dijon                                                               | in der Schlosskapelle (Lage)               | PM21001387    | Classé       | 1981  |      |
| Kirchenfenster Christus und die Samariterin | Buntglas, um 1500, im 19. Jahrhundert neu montiert; angeblich aus der Sainte-Chapelle in Dijon                                                               | in der Schlosskapelle (Lage)               | PM21002738    | Classé       | 1981  |      |
| Kirchenfenster mit biblischen Szenen        | Buntglas, 14. bis 17. Jahrhundert, im 19. Jahrhundert neu montiert                                                                                           | in der Schlosskapelle (Lage)               | PM21002739    | Classé       | 1981  |      |
| Hauptaltar                                  | Altartisch, Altaraufbau, Tabernakel, Exposition, Altarkreuz und Altarleuchter; Holz, farbig gefasst und vergoldet, Metall, erste Hälfte des 18. Jahrhunderts | in der Kirche Nativité-de-la-Vierge (Lage) | PM21002972    | Classé       | 1999  |      |
| Gemälde Christus erscheint Maria Magdalena  | Ölfarbe auf Leinwand, 17. Jahrhundert; eingelagert | in der Kirche Nativité-de-la-Vierge (Lage) | PM21003062    | Classé       | 2003  |      |
| Drei Glocken                                | Bronze, zwischen 1811 und 1830 gegossen | in der Kirche Nativité-de-la-Vierge (Lage) | PM21004172    | Inscrit      | 1995  |      |
| Skulptur Madonna mit Kind (1)               | Aufsatz eines Prozessionsstabs; Holz, vergoldet, 18. Jahrhundert                                                                                             | in der Kirche Nativité-de-la-Vierge (Lage) | PM21004235    | Inscrit      | 1997  |      |
| Skulptur Madonna mit Kind (2)               | Aufsatz eines Prozessionsstabs; Holz, vergoldet, bezeichnet 1689                                                                                             | in der Kirche Nativité-de-la-Vierge (Lage) | PM21004236    | Inscrit      | 1997  |      |
| Skulptur Himmelfahrtsmadonna                | Holz, vergoldet, 18. Jahrhundert | in der Kirche Nativité-de-la-Vierge (Lage) | PM21004237    | Inscrit      | 1997  |      |
| Skulptur Heiliger Anianus von Orléans       | Holz, farbig gefasst, 17. Jahrhundert | in der Kirche Nativité-de-la-Vierge (Lage) | PM21004238    | Inscrit      | 1997  |      |
| Skulptur Heiliger Andreas                   | Holz, farbig gefasst, 16. Jahrhundert | in der Kirche Nativité-de-la-Vierge (Lage) | PM21004239    | Inscrit      | 1997  |      |
| Skulptur eines Bischofs                     | Holz, farbig gefasst, um 1700 | in der Kirche Nativité-de-la-Vierge (Lage) | PM21004240    | Inscrit      | 1997  |      |
| Skulptur Heiliger Eligius (1)               | Holz, farbig gefasst, 17. Jahrhundert | in der Kirche Nativité-de-la-Vierge (Lage) | PM21004241    | Inscrit      | 1997  |      |
| Skulptur Heiliger Eligius (2)               | Aufsatz eines Prozessionsstabs; Holz, farbig gefasst und vergoldet, 18. Jahrhundert                                                                          | in der Kirche Nativité-de-la-Vierge (Lage) | PM21004242    | Inscrit      | 1997  |      |
| Skulptur Johannes der Täufer                | Holz, farbig gefasst und vergoldet, 18. Jahrhundert | in der Kirche Nativité-de-la-Vierge (Lage) | PM21004243    | Inscrit      |       |      |
| Skulptur Heiliger Nikolaus                  | Aufsatz eines Prozessionsstabs; Holz, farbig gefasst und vergoldet, 18. Jahrhundert                                                                          | in der Kirche Nativité-de-la-Vierge (Lage) | PM21004244    | Inscrit      | 1997  |      |
| Skulptur Heilige Margaretha                 | Holz, farbig gefasst, 17. Jahrhundert | in der Kirche Nativité-de-la-Vierge (Lage) | PM21004245    | Inscrit      | 1997  |      |
| Skulptur Heiliger Rochus (1)                | Holz, farbig gefasst, 18. Jahrhundert | in der Kirche Nativité-de-la-Vierge (Lage) | PM21004246    | Inscrit      | 1997  |      |
| Skulptur Heiliger Rochus (2)                | Holz, farbig gefasst, 17. Jahrhundert | in der Kirche Nativité-de-la-Vierge (Lage) | PM21004247    | Inscrit      | 1997  |      |
| Skulptur Heiliger Rochus (3)                | Aufsatz eines Prozessionsstabs; Holz, farbig gefasst, versilbert und vergoldet, 17. Jahrhundert                                                              | in der Kirche Nativité-de-la-Vierge (Lage) | PM21004248    | Inscrit      | 1997  |      |
| Skulptur Heiliger Sebastian                 | Holz, ehemals farbig gefasst, 16. Jahrhundert | in der Kirche Nativité-de-la-Vierge (Lage) | PM21004249    | Inscrit      | 1997  |      |
| Vier Reliquiare                             | Holz, vergoldet, drittes Viertel des 18. Jahrhunderts | in der Kirche Nativité-de-la-Vierge (Lage) | PM21004250    | Inscrit      | 1997  |      |
| Tablett mit zwei Messkännchen               | Silber, zwischen 1814 und 1830 | in der Kirche Nativité-de-la-Vierge (Lage) | PM21004251    | Inscrit      | 1997  |      |
| Monstranz                                   | Silber, erste Hälfte des 19. Jahrhunderts | in der Kirche Nativité-de-la-Vierge (Lage) | PM21004252    | Inscrit      | 1997  |      |
| Zwei Ziervasen                              | Porzellan, bemalt und vergoldet, Anfang des 19. Jahrhunderts                                                                                                 | in der Kirche Nativité-de-la-Vierge (Lage) | PM21004253    | Inscrit      | 1997  |      |
| Zwei Blumenvasen                            | Porzellan, bemalt, 19. Jahrhundert | in der Kirche Nativité-de-la-Vierge (Lage) | PM21004254    | Inscrit      | 1997  |      |
| Prozessionslaterne                          | Metall, bemalt, Mitte des 19. Jahrhunderts | in der Kirche Nativité-de-la-Vierge (Lage) | PM21004255    | Inscrit      | 1997  |      |
| Beichtstuhl                                 | Holz, 18. Jahrhundert | in der Kirche Nativité-de-la-Vierge (Lage) | PM21004256    | Inscrit      | 1997  |      |
| Sakristeischrank                            | Holz, 18. Jahrhundert | in der Kirche Nativité-de-la-Vierge (Lage) | PM21004257    | Inscrit      | 1997  |      |
| Kanzel                                      | Holz, 18. Jahrhundert | in der Kirche Nativité-de-la-Vierge (Lage) | PM21004258    | Inscrit      | 1997  |      |
| Skulptur Johannes der Evangelist            | Holz, vergoldet, 18. Jahrhundert | in der Kirche Nativité-de-la-Vierge (Lage) | PM21004259    | Inscrit      | 1997  |      |
| Skulptur einer Heiligen                     | Holz, farbig gefasst, 17. Jahrhundert | in der Kirche Nativité-de-la-Vierge (Lage) | PM21004260    | Inscrit      | 1997  |      |
| Gemälde Mariä Verkündigung                  | Farbe auf Leinwand, 17. Jahrhundert | in der Kirche Nativité-de-la-Vierge (Lage) | PM21004261    | Inscrit      | 1997  |      |
| Gemälde Tobit und Raphael                   | Ölfarbe auf Leinwand, vergoldeter Holzrahmen, 17. Jahrhundert                                                                                                | in der Kirche Nativité-de-la-Vierge (Lage) | PM21004262    | Inscrit      | 1997  |      |
| Gemälde Engel und Mönch                     | Ölfarbe auf Leinwand, vergoldeter Holzrahmen, Ende des 17. Jahrhunderts                                                                                      | in der Kirche Nativité-de-la-Vierge (Lage) | PM21004263    | Inscrit      | 1997  |      |
| Kelch                                       | Silber, vergoldet, 18. Jahrhundert | in der Kirche Nativité-de-la-Vierge (Lage) | PM21004264    | Inscrit      | 1997  |      |
| Patene                                      | Silber, vergoldet, 18. Jahrhundert | in der Kirche Nativité-de-la-Vierge (Lage) | PM21004265    | Inscrit      | 1997  |      |
| Hellebarde des Kirchenschweizers            | Holz, bemalt, Bronze, 19. Jahrhundert | in der Kirche Nativité-de-la-Vierge (Lage) | PM21004266    | Inscrit      | 1997  |      |
| Zweispitz des Kirchenschweizers             | Filz, Stoff, Federn, 19. Jahrhundert | in der Kirche Nativité-de-la-Vierge (Lage) | PM21004267    | Inscrit      | 1997  |      |
| Säbel des Kirchenschweizers                 | mit Scheide; Bronze, Perlmutt, Leder, Messing, 19. Jahrhundert                                                                                               | in der Kirche Nativité-de-la-Vierge (Lage) | PM21004268    | Inscrit      | 1997  |      |